# Campsicnemus
Campsicnemus is een vliegengeslacht uit de familie van de slankpootvliegen (Dolichopodidae).

## Soorten
- C. alaskensis Harmston and Miller, 1966
- C. alexanderi Harmston and Miller, 1966
- C. alpinus (Haliday, 1833)
- C. americanus Van Duzee, 1924
- C. arcuatus Van Duzee, 1917
- C. armatus (Zetterstedt, 1849)
- C. armoricanus Parent, 1926
- C. atlanticus Dyte, 1980
- C. bryanti Malloch, 1932
- C. cinctipus Harmston, 1968
- C. claudicans Loew, 1864
- C. coloradensis Harmston and Miller, 1966
- C. compeditus Loew, 1857
- C. crinitarsis Strobl, 1906
- C. curvipes (Fallen, 1823)
- C. curvispina Van Duzee, 1930
- C. dasycnemus Loew, 1857
- C. degener Wheeler, 1899
- C. femoratus Ringdahl, 1949
- C. filipes Loew, 1859
- C. hirtipes Loew, 1861
- C. loripes (Haliday, 1832)
- C. lumbatus Loew, 1857
- C. maculatus Becker, 1918
- C. magius (Loew, 1845)
- C. mamillatus Mik, 1869
- C. mammiculatus Parent, 1929
- C. marginatus Loew, 1857

- C. melanus Harmston and Knowlton, 1942
- C. milleri Harmston, 1966
- C. montanus Harmston and Knowlton, 1942
- C. nigripes Van Duzee, 1917
- C. oedipus Wheeler, 1899
- C. oregonensis Harmston and Miller, 1966
- C. paradoxus (Wahlberg, 1844)
- C. philoctetes Wheeler, 1899
- C. picticornis (Zetterstedt, 1843)
- C. pumilio (Zetterstedt, 1843)
- C. pusillus (Meigen, 1824)
- C. scambus (Fallen, 1823)
- C. simplicissimus Strobl, 1906
- C. thersites Wheeler, 1899
- C. umbripennis Loew, 1856
- C. utahensis Harmston and Knowlton, 1942
- C. vanduzeei Curran, 1933
- C. varipes Loew, 1859
- C. wheeleri Van Duzee, 1923